# 留萌信用金庫
留萌信用金庫（るもいしんようきんこ、英語：Rumoi Shinkin Bank）は、北海道留萌市に本店を置く信用金庫である。

## 概要
- 当金庫は留萌市に本店を置き、主に増毛町から初山別村にかけての留萌中部と南部を底上げして営業活動が行われている。旭川市や札幌市にも支店を置いている。
- 営業エリアは留萌中部と南部、上川中部、北空知（幌加内町と妹背牛町を除く）、新十津川町、石狩管内（新篠津村を除く）、後志管内小樽市である。
- 小平町・苫前町・初山別村では指定金融機関となっている（本店所在地である留萌市の指定金融機関は北洋銀行）。

## 沿革
- 1932年12月23日 - 保証責任留萌信用組合として設立。
- 1953年6月 - 信用金庫法により留萌信用金庫に改組。
- 2022年4月1日 - 北海道銀行とのATM相互無料提携を開始[1][2]。
- 2023年7月3日 - この日より北海道銀行との共通窓口を当金庫羽幌支店に設置した(この共同窓口設置により北海道銀行羽幌支店は北海道銀行留萌支店に移転し、北海道銀行羽幌支店ATMは廃止。代わりに当金庫羽幌支店に北海道銀行ATMを設置した。)[3][4][5]。
- 2023年11月20日 - 北洋銀行とのATM相互無料提携を開始(北洋銀行・北海道銀行両行と提携を実施するのは、道内の信用金庫では当金庫が初めてである。)[6][7]。

## 店舗[8]

### 留萌管内
留萌市
- 本店・中央支店

増毛町
- 増毛支店

苫前町
- 苫前支店・古丹別支店

小平町
- 小平支店

羽幌町
- 羽幌支店

初山別村
- 初山別支店

### 旭川市
- 旭川支店・旭川北支店・旭川東支店

### 札幌市
- 札幌支店・新川支店・札幌西支店・月寒支店・札幌中央支店

## totoの払い戻し店
- スポーツ振興くじ(toto)当選券の払い戻し店は、留萌市花園町二丁目の本店のみで取り扱う。